# Le Pardon de Kergoat
Le Pardon de Kergoat est une huile sur toile de Jules Breton peinte en 1891. Elle représente une scène de pèlerinage spécifique à la Bretagne dans la commune de Kergoat dans le Finistère.

## Description
La scène montre une foule en extérieur qui se déplace vers un bâtiment.
Une forêt se trouve en arrière-plan. Au premier plan, des hommes et des femmes sont vêtus de guenilles, ce qui contraste avec l'apparat des costumes visibles dans le cortège. Celui-ci occupe les cinq sixièmes du tableau, laissant libre la dernière partie. Le bâtiment religieux est implanté dans la partie supérieure du tableau, sa toiture est coupée. Il est concentré dans le coin supérieur gauche, prenant à peine la moitié verticale de la toile.
Un homme portant une bannière s'avance vers l'entrée latérale du bâtiment. 
Le catalogue de la première vente du tableau en 1911 le décrit ainsi :  « L'église s'élève à gauche au milieu du bois en arrière d'un calvaire de pierre. Et voici que, vers le sanctuaire où tant de foi palpite encore, où tant d’espoirs vont s’envoler, que s’avance le pieux cortège. En tête les hommes, puis les femmes, revêtus de leurs costumes pittoresques, puis d’autres hommes, puis les confréries. Au-dessus de toutes ces têtes qui ondulent comme un flot jusqu'à perte de vue, sous les voûtes de feuillages des grands arbres, on voit surgir les hommes aux images saintes, les vierges protectrices, les crucifix, les reliquaires, toutes ces figures souvent à la fois figures de douleur et de gloire et pour les symboles desquelles brulent les cierges que les pèlerins tiennent la main. Tout le long du chemin les infirmes, les éclopés, les miséreux sont arrivés de loin et ils implorent en même temps la charité pour leur misère et la prière pour leurs souffrances. » 

### Thème
Le sujet de la Bretagne concerne environ le tiers de la production picturale de Jules Breton. L'artiste est intéressé avant tout par la terre et non la mer. Cela se reflète dans sa production artistique qui se concentre sur les travaux des champs ou les Pardons plutôt que par les côtes.
Il décrit d'ailleurs lui-même les pardons comme de "grandes assemblées religieuses appelées pardon, s'organisant chaque année pendant une période spécifique dans certaines églises". 

## Histoire

### Contexte de création
En 1865, Breton décide de passer l'été en Normandie. Toutefois, avant de partir, il rencontre Emmanuel Lansyer qui le convainc de se rendre au port de Douarnenez,. De cette façon, Jules Breton arrive en Bretagne. Il revient régulièrement aux alentours de Douarnenez avant de s'y installer avec sa famille et d'y établir son atelier vers 1890,. Le peintre ne fait plus seulement des études qu'il rapporte à Paris mais réalise ses grands formats sur place. Cette œuvre en est un des premiers exemples. 

### Inspirations
Jules Breton peint ici une toile qui se rapproche du réalisme de Courbet ou d'Antigna. André Cariou, ancien directeur du Musée des beaux-arts de Quimper écrivait au sujet des dernières toiles de Jules Breton :  « L'attention qu'il porte à la lumière, la liberté et la sensibilité de sa technique montrent dans les dernières années une certaine évolution qui souligne ainsi la différence des oeuvres de Jules Breton avec celles plus académiques d'un Bouguereau ou d'un Dagnan-Bouveret. »
Outre le sujet qu'il peint, le Pardon est un événement qui a marqué Jules Breton pendant ses séjours en Bretagne. Il a inspiré également la peinture Le Grand Pardon de Bretagne (1869). 

### Acquisition et redécouverte
Les premiers acquéreurs de l'œuvre furent Achille Fontaine (1836-1912) et Augustine Flament. Cet achat s'est effectué lors de la vente de l'atelier de l'artiste en 1911 à la Galerie Georges Petit à Paris, au prix de 87 000 francs.
Le tableau est ensuite entreposé chez le marchand d'art américain Michael Knoedler qui rencontra des difficulté à le vendre du fait de son format jusqu'en 1929.
L'œuvre de Jules Breton a été acheté par l'archevêque de Cleveland (Edward Hoban). Cette acquisition s'était probablement faite dans l'intérêt du musée de la ville. On ne sait rien de l'endroit où se trouvait le tableau avant cette vente.
Au début des années 1960 Thomas F. Holzheimer (un architecte d'intérieur basé à Cleveland) accepte de recevoir ce tableau en paiement pour les travaux qu'il avait effectués dans l'église de Saint-Thomas d'Aquin de Cleveland (détruite en 1975). En effet, le tableau était alors accroché dans le réfectoire de l'église. L'architecte d'intérieur en a ensuite fait don à la Gilmour Academy car ses deux fils David et Robert y étaient scolarisés.
Le tableau était accroché depuis 1964 dans la bibliothèque de la Gilmour Academy de Gates Mills (une école privée catholique).
En 1980, le Cleveland Museum of Art organise l'exposition temporaire itinérante The realist tradition : French painting and drawing, 1830-1900. Le commissaire d'exposition « (Gabriel Weisberg) et sa femme ont passé des années à constituer un ensemble d'œuvres de réalistes français et Breton en faisait partie ». Le couple avait entendu parler du tableau quatre ou cinq ans auparavant mais ils pensaient le trouver en France ou dans une église en Europe.
En 1994, Bernard Poignant (maire de Quimper) décide de motiver l'acquisition du tableau à la Gilmour Academy dans l'Ohio. En effet, Jules Breton a passé 18 ans en Bretagne et son succès a éloigné ses œuvres vers les collections des pays anglo-saxons. De ce fait, sa production est mal connue en France et surtout en Bretagne.
La valeur totale du tableau au 2 juin 1994 est estimée à de 844 250 francs. Le FRAM État et le FRAM de la Région Bretagne fiance au total 70% de l'achat, soit 295 837 francs chacun. Le Musée des Beaux-Arts de Quimper prend en charge 100 000 francs et les 152 576 francs restant font l'objet d'un appel au don. 1177 souscripteurs locaux répondent à cet appel.  

### Redécouverte du tableau
Chargé de monter l'exposition au Cleveland Museum of Art, Gabriel Weisberg et sa femme sont partis en Europe pendant cinq ans afin de rassembler 250 œuvres de 27 artistes différents. En novembre, (peut avant la redécouverte et en préparant l'exposition) Weisberg écrivait un article sur les Pardons, illustré par la toile de Jules Breton sous-titrée "Present whereabouts unknown" (localisation aujourd'hui inconnue). En voyant la publication, Thomas F. Holzheimer (membre du Cleveland Museum of Art) téléphona au frère Lavelle de la Gilmour Academy pour le tenir informer de l'intérêt que le musée portait à Jules Breton. Frère Lavelle prévient alors Gabriel Weisberg qui accourra à la Gilmour Academy afin de constater l'authenticité du tableau.

## Analyse

### Le cadre spatio-temporel
La scène représentée prend place à Kergoat en Quéméven, une petite commune bretonne près de Locronan. La chapelle Notre-Dame de Kergoat est représentée à l'arrière-plan. Le tableau représente « la procession des miracles » qui se déroule après les vêpres le dimanche suivant l'Assomption. L'artiste a fait des croquis et des études de têtes et peint des esquisses de la procession lorsqu'il y a assisté en 1890.      

### Le cortège et les mendiants
Les pèlerins ont tous un cierge à la main et font le tour de la chapelle de Kergoat accompagnés par des tambours. À la tête du cortège se trouve un porteur de bannière, seul. Celle-ci figure un Christ et représente la confrérie du Christ agonisant. Les robes rouges des femmes du cortège font partie du costume traditionnel de Ploaré.    
Les mendiants implorant l'aumône sont positionnés au premier plan de part et d'autre du tableau.     

## Œuvres en rapport
- Le grand pardon de Kerlaz[6] à La Havanne.Le Grand Pardon par Jules Breton en 1869. Conservée au Musée des Beaux-Arts de Cuba.

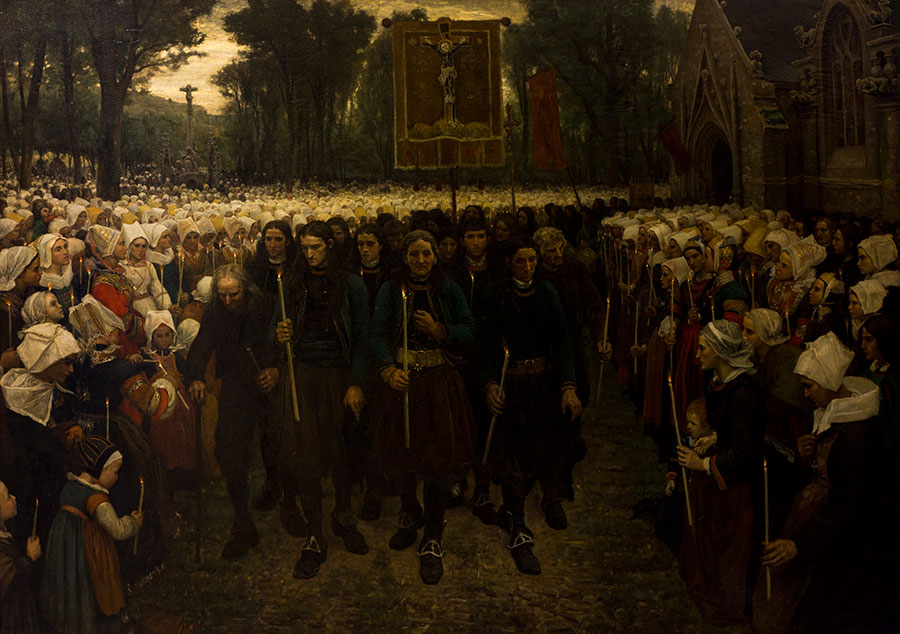
Le Grand Pardon par Jules Breton en 1869. Conservée au Musée des Beaux-Arts de Cuba.

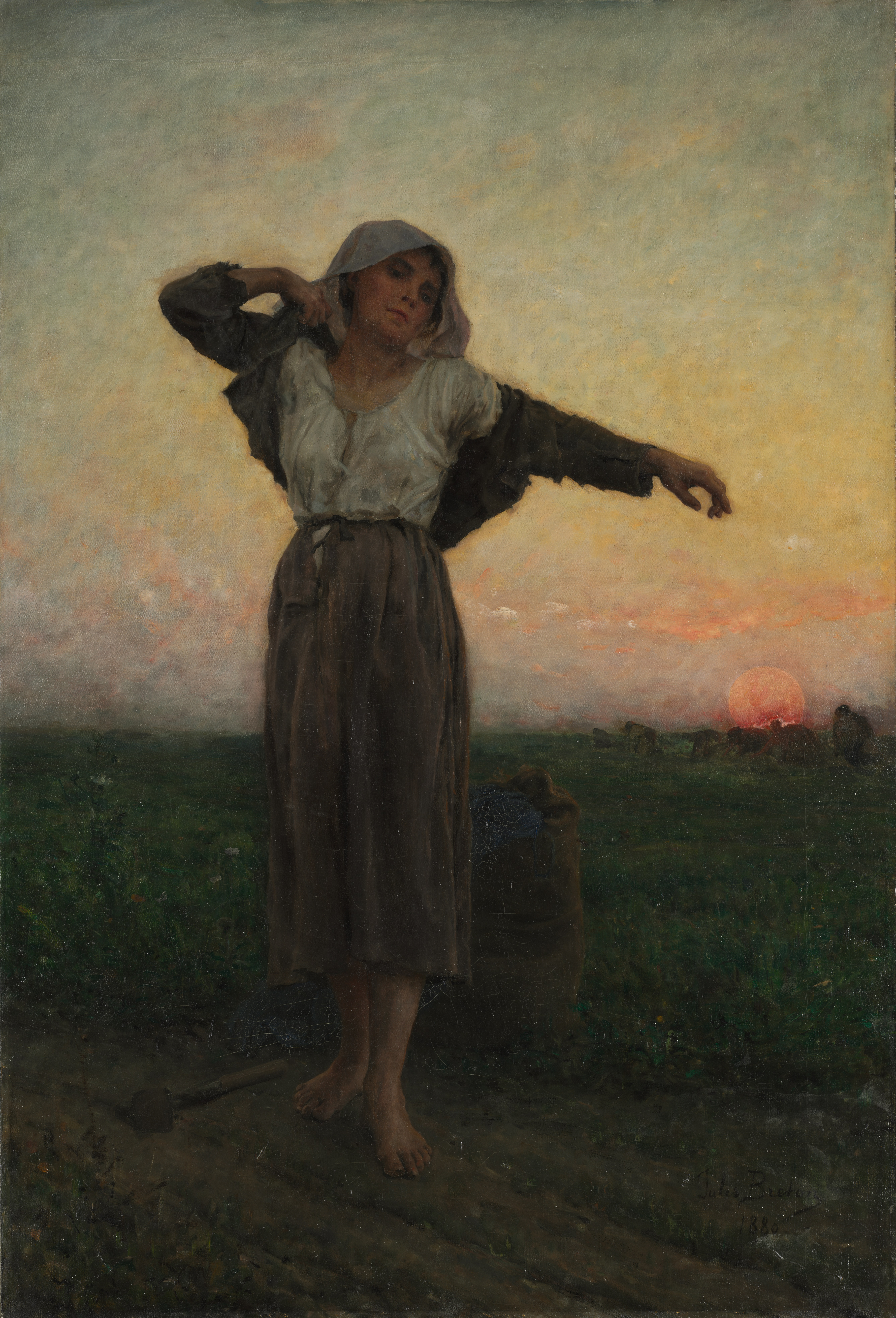
La glaneuse lasse par Jules Breton en 1880. Conservée au Cleveland Museum of Arts.

- La glaneuse lasse[10] à Cleveland.

## Expositions
Le tableau a pu être montré au grand public lors de rares occasions en raison de son histoire :
- 1891, Munich, Exposition Annuelle des Beaux-Arts.
- 1891, Paris, Salon.
- 1893, Chicago, Exposition Universelle.
- 1900, Paris, Exposition Universelle.
- 1983, Omaha, Memphis et Williamstown, "Jules Breton and the French Rural Traditions".

## Voir Aussi

#### Ouvrages spécifiques
- Gabriel P. Weisberg, The Realist tradition: French painting and drawing 1830-1900 a travelling exhibition held at Cleveland, Cleveland museum of art, 12 November 1980-18 January 1981, New York, Brooklyn museum, 7 March-10 May 1981, Saint-Louis, St. Louis art museum, 23 July-20 September 1981, Glasgow, Glasgow art gallery and museum, 5 November 1981-4 January 1982, Cleveland museum of art Indiana university press, 1980 (ISBN 978-0-910386-60-9)

#### Sources institutionelles
- Dossier d'œuvre du Pardon de Kergoat au Musée des Beaux-Arts de Quimper.
- (es) « Jules Breton, Procesión del Perdón en Bretaña, 1869 », sur Museo Nacional de Bellas Artes de Cuba, 4 août 2016 (consulté le 13 février 2025)
- (en-US) « The Tired Gleaner | Cleveland Museum of Art », sur www.clevelandart.org (consulté le 13 février 2025)

#### Articles de presse
- (en) Fran Arman, « Painting by Breton found here, thought lost » (article de presse), Plain Dealer,‎ 21 novembre 1980
- (en) « "Lost" painting found at Gilmour », Gilmour Magazine,‎ hiver 1980
- (en) Dick Wootten, « A brush with luck : Long-lost painting rediscovered here », Cleveland Press,‎ 20 novembre 1980
- « Un tableau acheté aux Etats-Unis » (article de presse), Ouest France,‎ 9-10 juillet 1994
- « Un tableau acheté aux Etats-Unis », Quimper Magazine, no 8,‎ décembre-janvier 1994-1995
- « Événement demain à Quéménéven : Kergoat retrouve « son » pardon », Le Télégramme,‎ 25 novembre 1994